# Halmstads historiska stadskärna

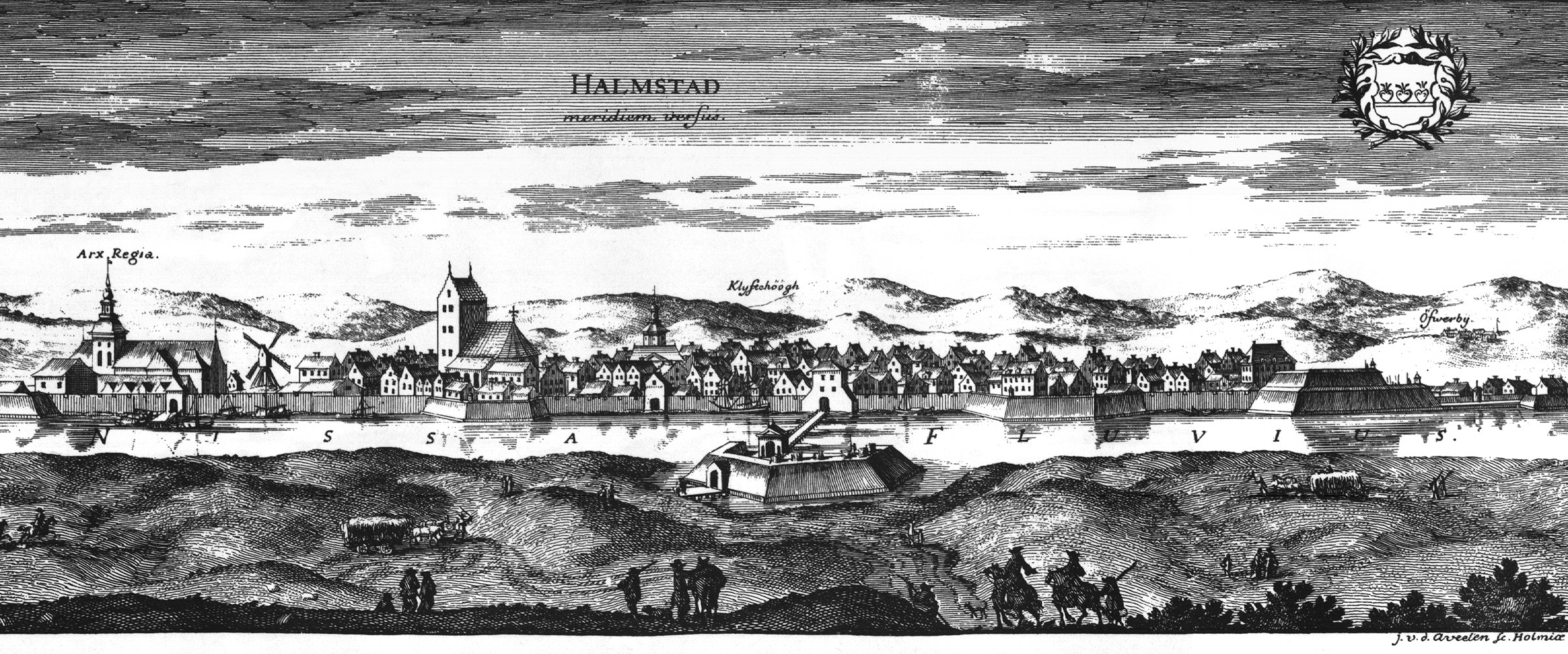
Halmstad omkring 1700, med Halmstads slott längst till vänster, Österbro i mitten och Norra bastionen längst till höger.

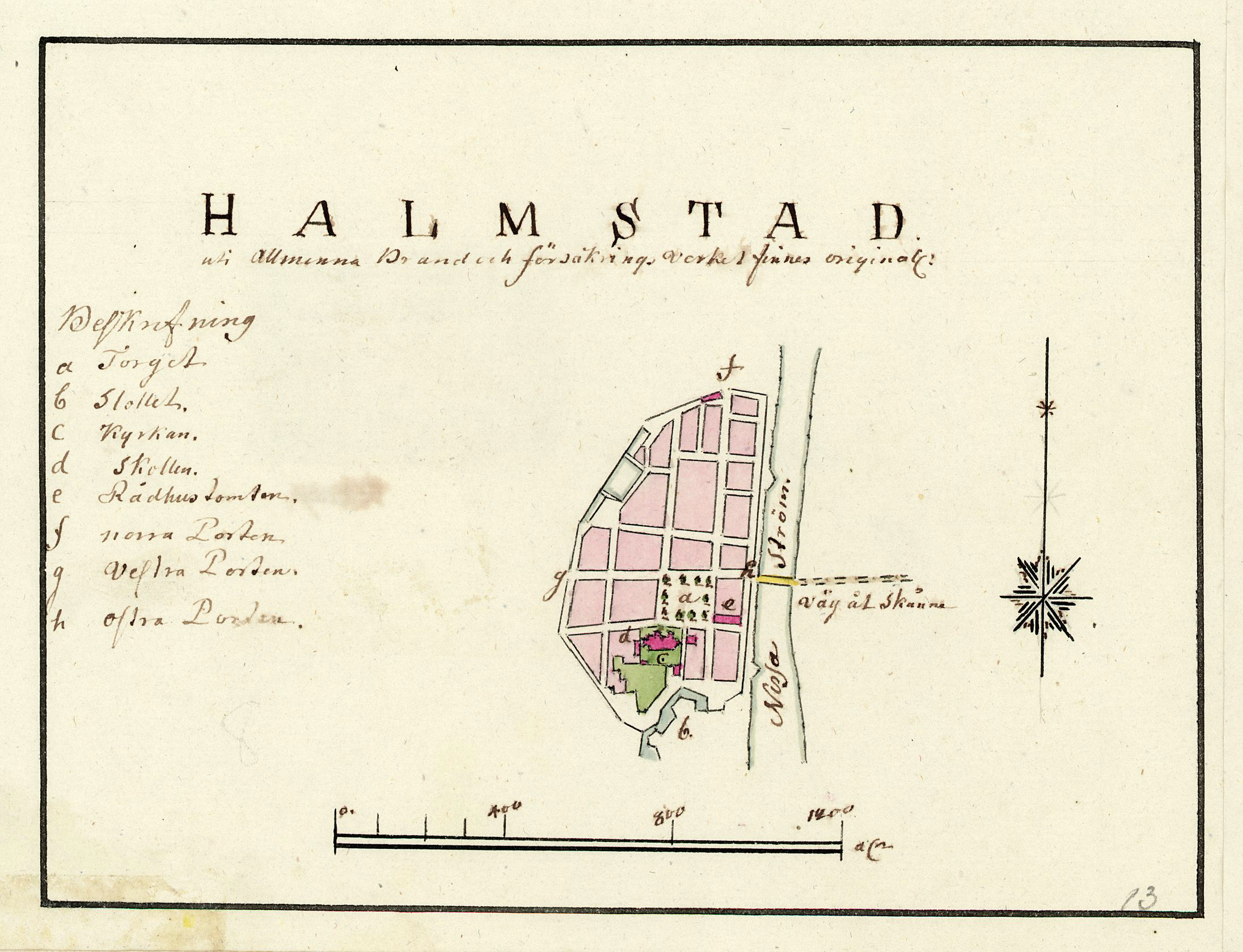
Karta över Halmstad omkring från 1700-talet, upprättad av Fredrik Adolf Wiblingen (1756-1805).

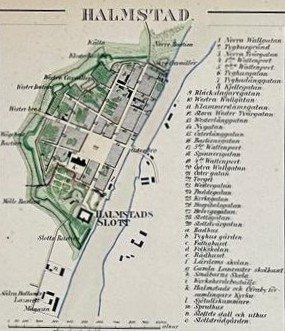
Karta över Halmstad 1855, upprättad av Gustaf Ljunggren.

Halmstads historiska stadskärna är det område i Halmstad, som omgavs av befästningsvallar och vallgravar fram till 1730-talet. 
Stadskärnan utgör en del av den västra halvan av Centrum, den hälft av staden som ligger väster om Nissan. Till Centrum räknas också bland annat Söder, Slottsjorden och en liten bit av Väster, samt Östra förstaden, Gamletull, Nyatorp och Nyhem på den östra sidan av ån.

## Historik
Staden flyttades till sin nya plats från Övraby, strax norr om den historiska stadskärnan, under tidigt 1300-tal. Det nuvarande Halmstad började anläggas på gården Brookstorps mark på 1320-talet och stadsprivilegier för den nya staden Halmstad utfärdades 1322 av kung Kristoffer II, samt därefter en andra gång 1327 av hertigen av Halland Knud Porse. Namnet Halmstad på den tidigare staden, som låg något uppströms Nissan, överfördes till den nya staden, medan den gamla staden bytte namn till Övraby. Vallar anlades i en halvcirkel runt staden på landsidan, men den östra sidan mot Nissan lämnades obefäst.
Åren 1598–1603 om- och tillbyggdes de gamla befästningsvallarna från medeltiden enligt samtidens nya krav och ideal. Arbetet skedde i början under ledning av Hans van Stenwinkel och efter dennes död av Willum Cornelissen. Mot Nissan hade redan i slutet av 1500-talet uppförts en skyddsmur av tegel, med Østre Port vid Østerbro.
Efter det Halmstad 1534 under Grevefejden intagits av svenska trupper, och 1563 under Nordiska sjuårskriget belägrats av svenskarna under Erik XIV, moderniserades befästningarna grundligt 1598–1605 i italiensk och nederländsk stil på order av Kristian IV, med vallgravar och bastioner. Staden fick fyra stadsportar: den bevarade Norre Port, Västre Port vid Brogatans dåvarande västra ände, Östre Port vid stadsmuren av tegel mot Nissan i Brogatans östra ände samt Söndre Port strax sydväst om Halmstads slott vid nuvarande Södra vägen. 
En bit in på 1700-talet hade befästningarna förfallit, och de ansåg0s också vara omoderna. Vallgraven fylldes efter beslut av Ständerna igen, med början 1735. Senare – omkring århundradeskiftet 1800/1900 – kulverterades den dyiga resten av vallgraven, varefter boulevarden Karl XI:s väg och dess förlängning Frediksvallsgatan anlades över den. 

### Ny stadsplan
År 1619 utbröt en stadsbrand, som ledde till att nästan alla hus i staden brann ner. Efter detta ersattes det medeltida gatumönstret med en rutnätsplan enligt tidens stil, vilken utarbetades av fortifikationsingenjören Abraham de la Haye. Hänsynstagande till de nyligen anlagda befästningarna, samt ett antal överlevande stenhus, gjorde att kvarteren inte blev helt rektangulära och inte alla gator lagda i rät vinkel till tvärgatorna.
De stora, nyanlagda gatorna var Storgatan och Köpmansgatan i nord-sydlig riktning och Brogatan, Kyrkogatan och Klammerdammsgatan i öst-västlig riktning. Centrum har tre torg: Stora Torg, Norre Torg samt Lilla Torg, varav de två senaste tillkommit under 1800-talet respektive 1900-talet. Lilla Torg ligger på den plats, där tidigare franciskankonventet Sankta Annas kloster från ungefär 1494, låg. Förutom Sankta Annas kloster fanns i Halmstad också dominikanklostret Sankta Katarinas kloster, ursprungligen beläget i Övraby, vilket efter flytt till det nya Halmstad på 1340-talet låg i nuvarande kvarteret Klammerdamm, nära korsningen av Klammerdamms- och Hantverksgatorna.

### Expansion av stadsområdet under andra hälften av 1800-talet
Halmstad höll sig fram till industrialismen, med få undantag, inom det område som omslöts av vallarna från Medeltiden. Järnvägs- och industrialiseringsepoken från ungefär 1870-talet ledde till krav på ett större stadsområde. Gustaf Ljunggrens karta från 1855 visar bara enstaka byggnader utanför detta område, såsom Kronobränneriet från senare delen av 1700-talet och Länsfängelset från 1853. På 1860-talet förlades Halmstads sockerbruk 1869 och landstingets sjukhus till Södra vägen/Dragvägen. De tidiga industrierna utvecklades annars oftast i centrum från hantverksverkstäder, men flyttade efter hand ut ur centrum, som till exempel Wallbergs klädesfabrik till Slottsmöllan vid mitten av 1800-talet. Ett undantag var Krönleins Bryggeri, som började sin verksamhet som Appeltofftska bryggeriet vid Hospitalgatan och Kyrkogatan 1836, och som 1898 flyttade till Västerkatt vid Bryggargatan/Hantverkaregatan, där det fortfarande ligger.
Med anläggandet av järnvägar till Halmstad på 1870- och 1880-talen, med Halmstads centralstation öster om den dåvarande staden, fick expansionen av stadsbebyggelsen utanför stadskärnan fart. För områdena på östra sidan av Nissan fastställdes en första stadsplan för Östra förstaden 1884.

## Kulturmiljö av riksintresse
Den historiska stadskärnan ingår i ett av Riksantikvarieämbetet 1989 utpekat områden för kulturmiljö av riksintresse, tillsammans med Norre katts park, Östra förstaden och en remsa mellan Södra vägen och Dragvägen på västra sidan av Nissan söder om Halmstads slott ned till ungefär Marinstugan.

## Gator och torg i urval
- Storgatan
- Hospitalsgatan
- Brogatan
- Köpmansgatan
- Kyrkogatan
- Klammerdammsgatan
- Hamngatan
- Karl XI:s väg
- Stora Torg
- Lilla Torg
- Norre Torg

## Byggnader i urval

### Äldre byggnader
- Sankt Nikolai kyrka
- Brooktorpsgården
- Kirsten Munks hus
- Twistens gård
- Norre Port
- Halmstads slott
- Mellgrenska huset
- Tre Hjärtan

### 1800-talet
- Gamla rådhuset (rivet)
- Hotell Mårtenson
- Gamla läroverket
- Brovakten 4
- Hotell Svea
- Gamla fattighuset
- Hallands enskilda banks hus

### 1900-talets första halva
- Rådhuset
- Röda Kvarn
- Sternerska huset
- Sparbankshuset
- Göteborgs banks hus
- Televerkets hus
- Gamla brandstationen
- Halmkärven 2

### 1900-talets andra halva
- Domus/Gallerian
- EPA/Åhléns
- Valandhuset/Broktorp 17
- Tempo/Brogatan 13
- Skandinaviska bankens hus
- Combihuset
- Föreningsbankens hus

## Bildgalleri

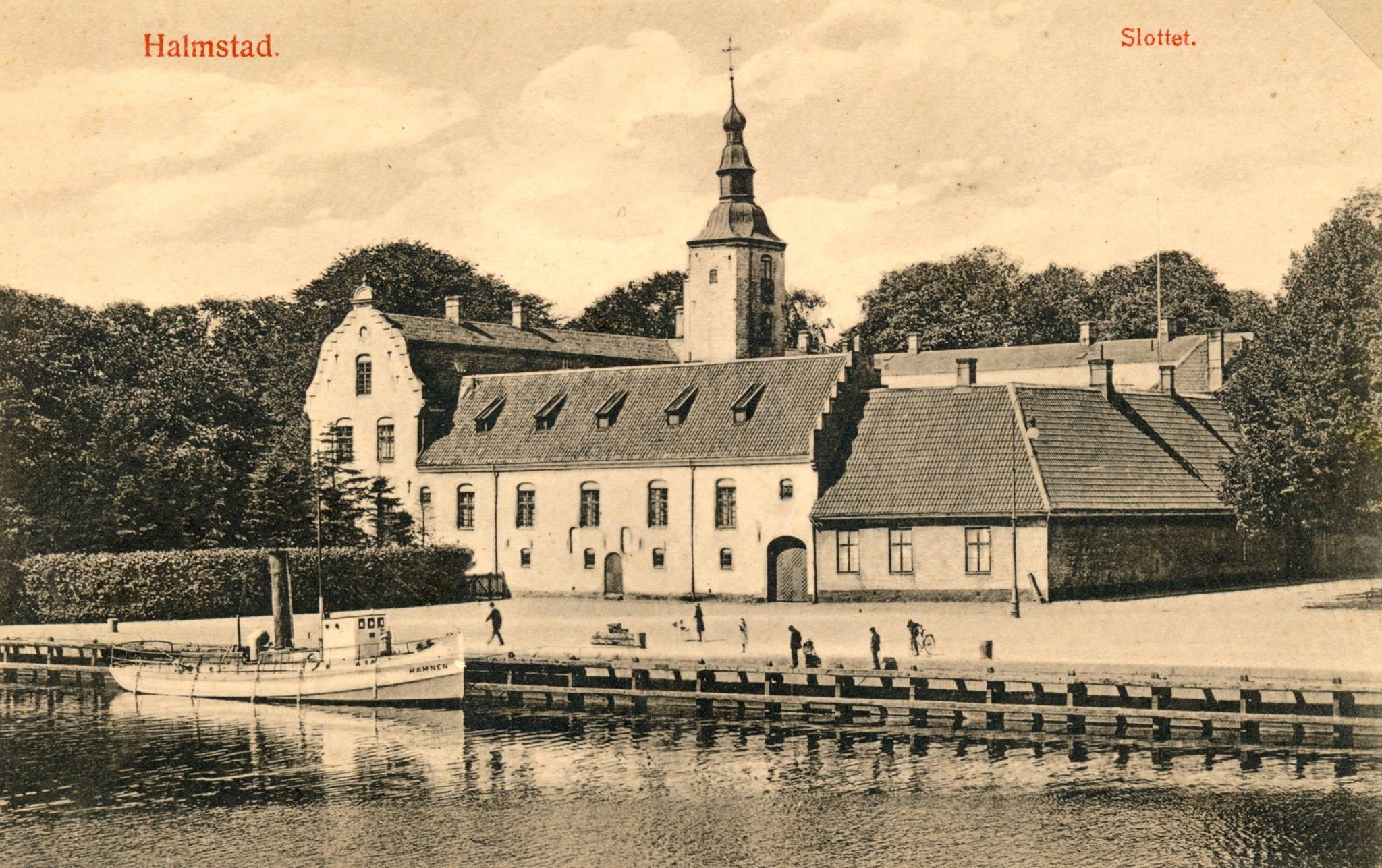
Halmstads slott, tidigt 1900-tal, med Halmstads hamns bogserbåt  Hamnen
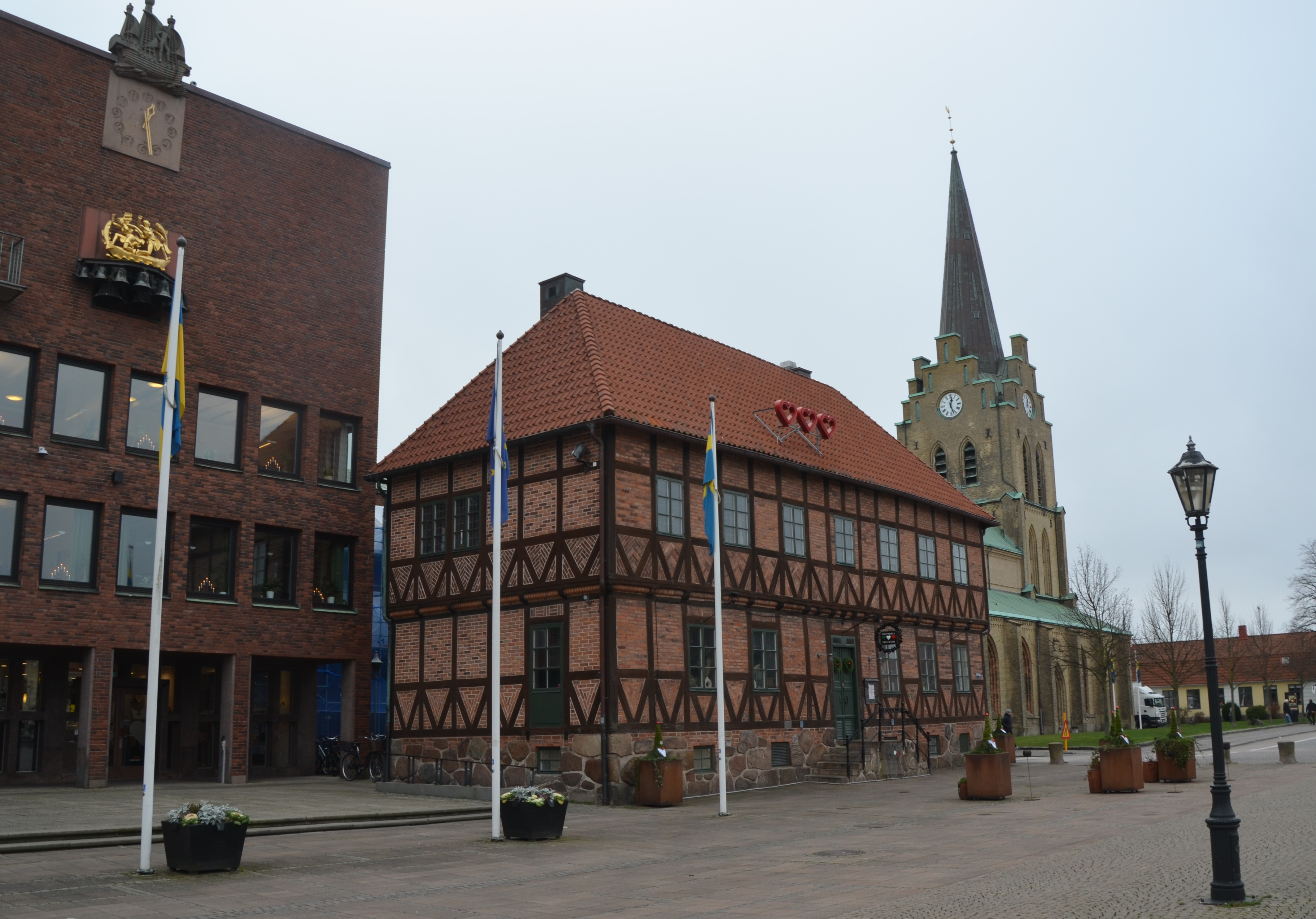
Rådhuset, Tre Hjärtan och Sankt Nikolai kyrka vid Stora Torg
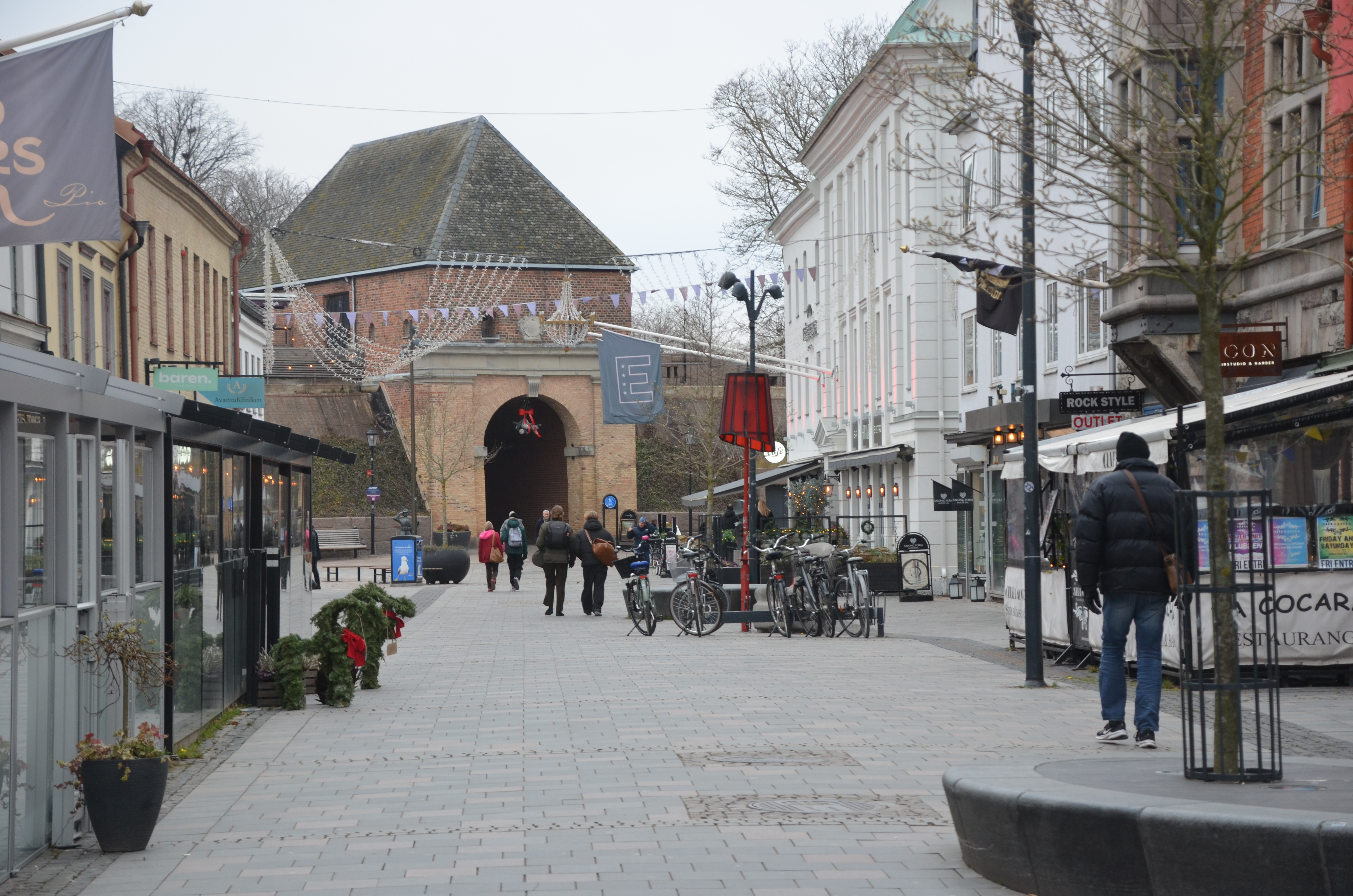
Storgatan och Norre Port
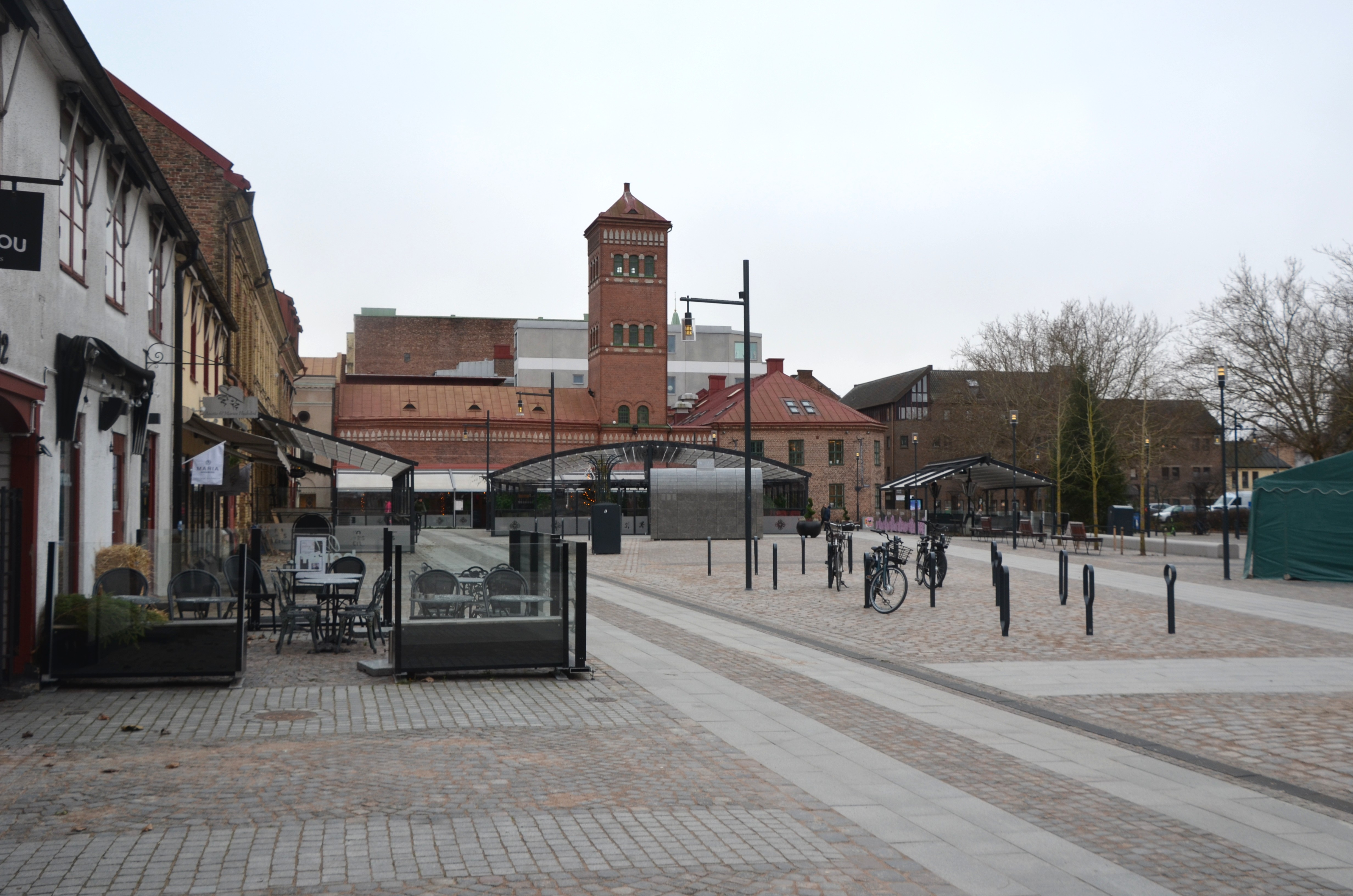
Lilla Torg med Gamla brandstationen och Fattighuset i fonden
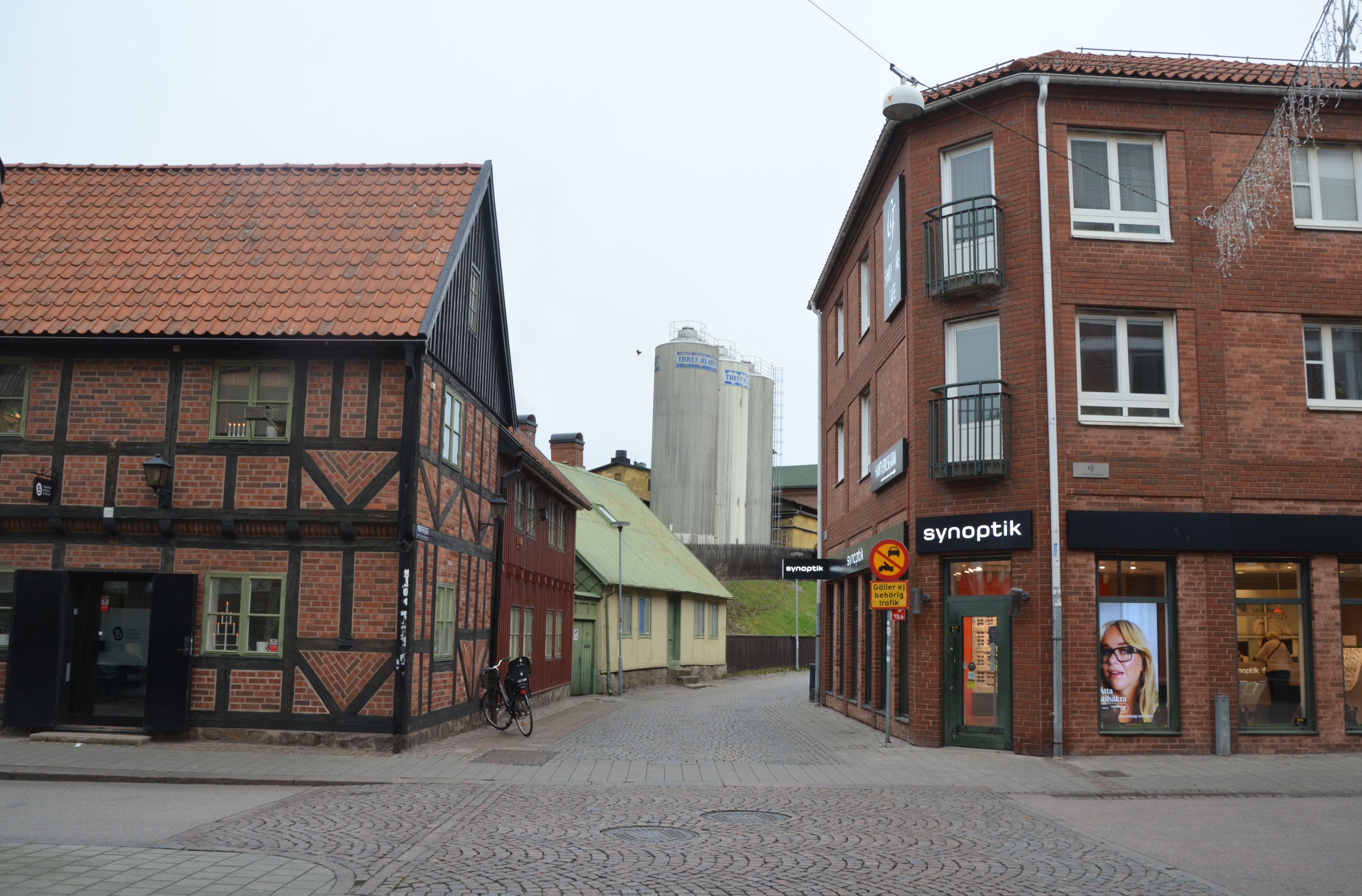
Hörnet Hantverksgatan/ Klammerdammsgatan med Krönleins Bryggeri i fonden. Till vänster Mellgrenska huset
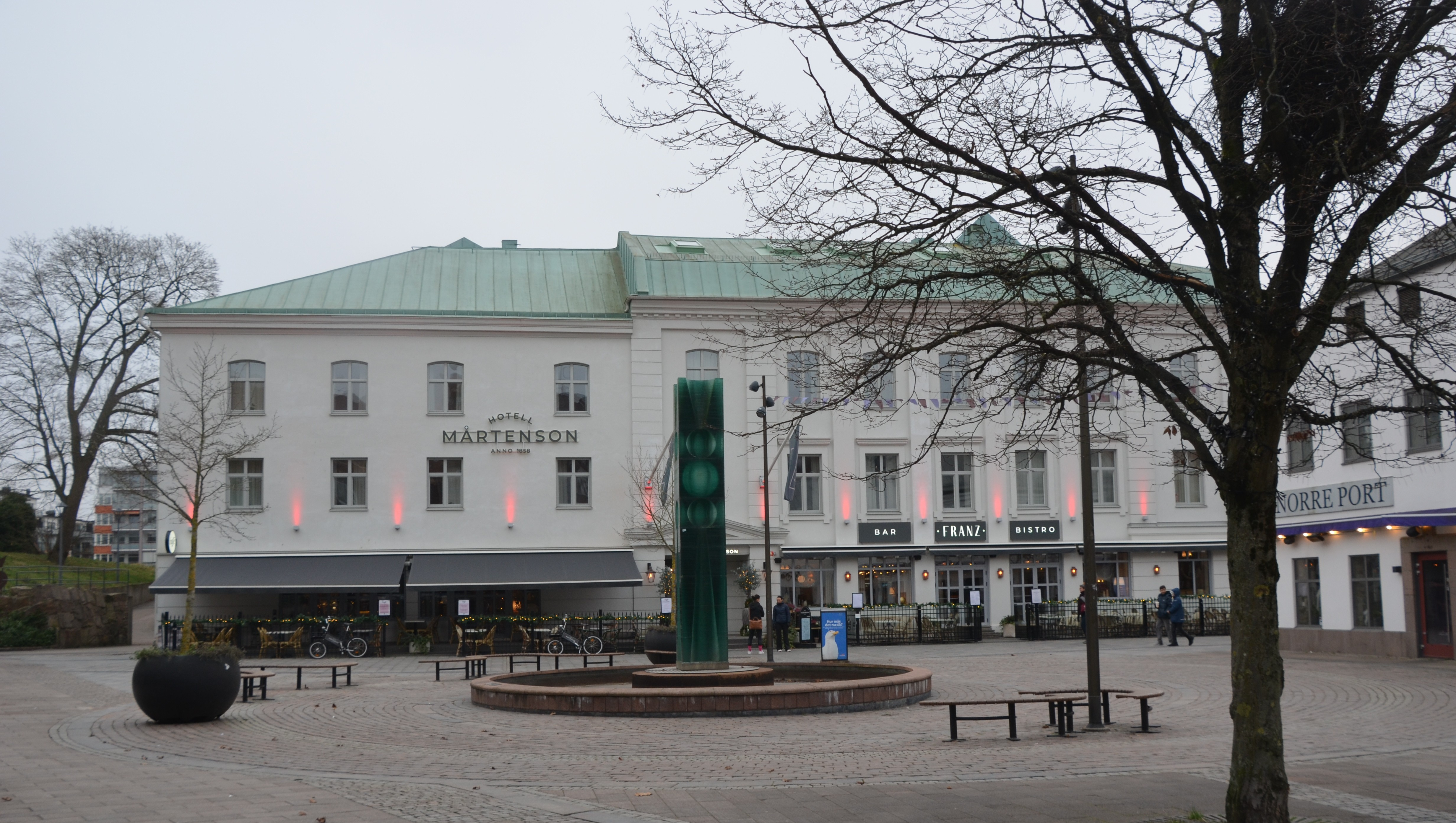
Norre Torg med Hotell Mårtenson i fonden. På torget syns Peter Mandls skulptur Neptunus